# Хтония (дъщеря на Ерехтей)
Вижте пояснителната страница за други значения на Хтония.
Хтония (на старогръцки: Χθονία, Chthonia) в гръцката митология е дъщеря на царя на град Атина Ерехтей и наядата Пракситея.
Тя е сестра на Прокрида, Креуса, Орития, Протогенея, Пандора, Меропа и на Кекроп, Орней, Метион, Сикион, Пандор, Алкон, Евпалам, Теспий.
Според Библиотеката на Аполодор, Хтония се омъжва за нейния чичо Бут, братът-близнак на нейния баща.
Когато Атина е заплашена от Евмолп, или врагове от Беотия заплашват града, един оракул казва на Ерехтей да пожертва една от дъщерите си, за да спаси града. В Библиотеката се казва (без точното име) най-малката дъщеря, при Хигин Митограф Хтония е пожертвана, едва след смъртта на Евмолп. Понеже сестрите са обвързали живота си с клетва, всички се самоубиват след смъртта на Хтония. В Суда сестрите на Хтония Протогенея и Пандора сами се пожертват.